# اک توبا
اک توبا (به لاتین: Ak Toba) یک منطقهٔ مسکونی در افغانستان است که در ولایت قندوز واقع شده‌است.